# Lista de automóveis elétricos

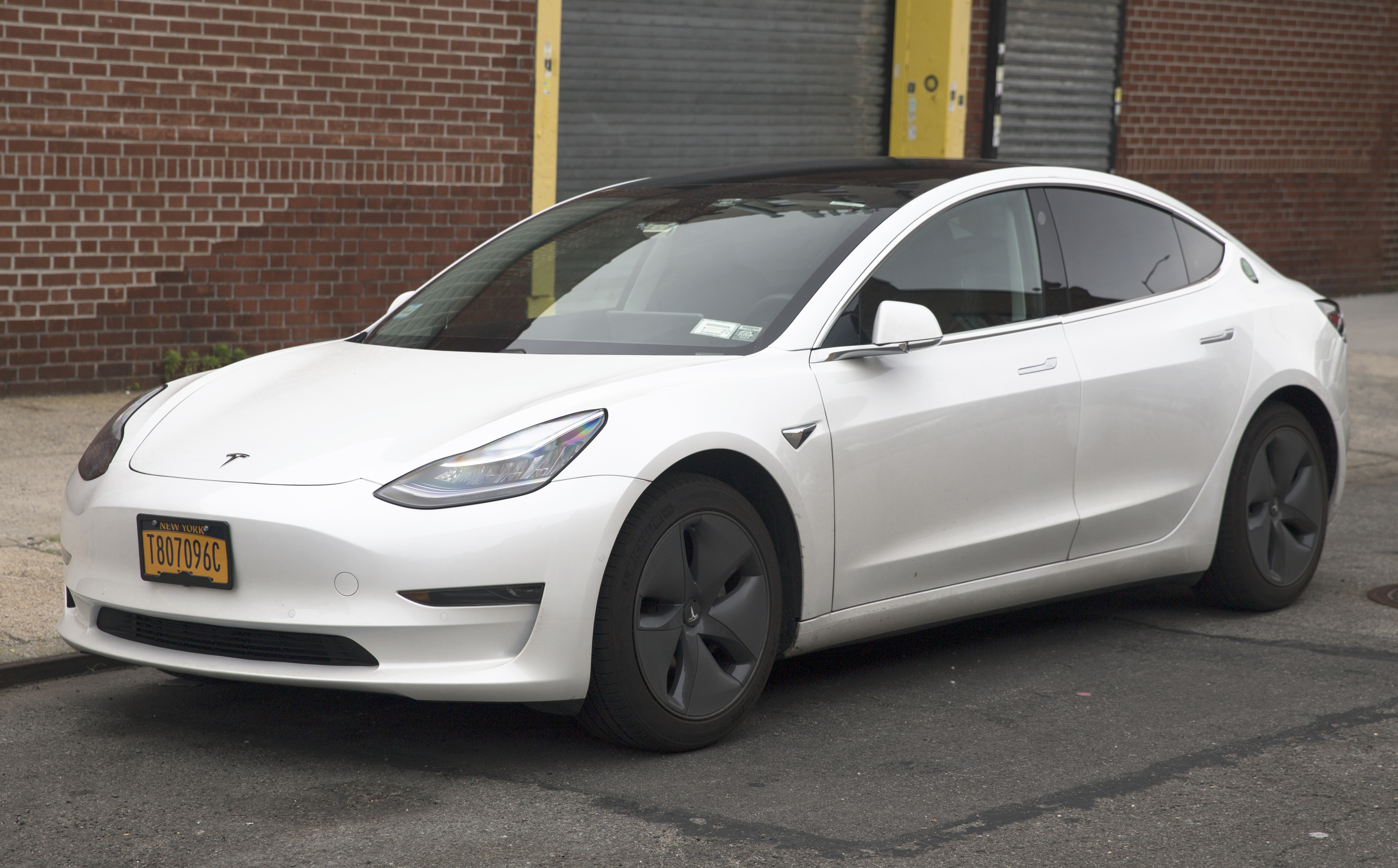
O Tesla Model 3 é o automóvel elétrico a bateria mais vendido na história mundial desde o início de 2020.

Esta é uma lista de automóveis elétricos que são atualmente produzidos em massa. Ela inclui apenas os que utilizem exclusivamente a energia química armazenada em conjuntos de baterias recarregáveis, sem nenhuma fonte secundária de propulsão (por exemplo, células de combustível de hidrogénio, motor de combustão interna etc.).

## Modelos

### Com capacidade de condução em rodovias
Esta seção lista os automóveis elétricos a bateria com capacidade para condução em rodovias, que sejam capazes de atingir a velocidade de 100 km/h (62 mph).

#### Fora do mercado chinês
Esta tabela lista os automóveis elétricos a bateria com capacidade para condução em rodovias que atualmente sejam produzidos e com origem de fora do mercado chinês.
| Modelo                                     | Ano de produção | Estilo                 | Fabricante                         | Origem da marca        |
| ------------------------------------------ | --------------- | ---------------------- | ---------------------------------- | ---------------------- |
| Aspark OWL                                 | 2021            | Coupé                  | Aspark                             | Japão                  |
| Audi e-tron                                | 2018            | Crossover SUV          | Audi                               | Alemanha               |
| Audi e-tron GT                             | 2021            | Sedan                  | Audi                               | Alemanha               |
| Audi Q4 e-tron                             | 2021            | Crossover SUV          | Audi                               | Alemanha               |
| BMW i3                                     | 2013            | Hatchback              | BMW                                | Alemanha               |
| BMW i4                                     | 2021            | Liftback               | BMW                                | Alemanha               |
| BMW iX                                     | 2021            | Crossover SUV          | BMW                                | Alemanha               |
| BMW iX3                                    | 2020            | Crossover SUV          | BMW                                | Alemanha               |
| BrightDrop EV600                           | 2022            | Van                    | General Motors                     | EUA                    |
| Cadillac Lyriq                             | 2022            | Crossover SUV          | General Motors                     | EUA                    |
| Chevrolet Bolt EUV                         | 2021            | Crossover SUV          | General Motors                     | EUA                    |
| Chevrolet Bolt EV                          | 2016            | Hatchback              | General Motors                     | EUA                    |
| Citroën ë-Berlingo                         | 2021            | Van                    | Stellantis                         | França                 |
| Citroën ë-C4                               | 2021            | Crossover SUV          | Stellantis                         | França                 |
| Citroën ë-Jumper/Relay                     | 2021            | Van                    | Stellantis                         | França                 |
| Citroën ë-Jumpy/Dispatch/SpaceTourer       | 2021            | Van                    | Stellantis                         | França                 |
| Comsove Miniq                              | 2022            | Hatchback              | Comsove                            | Macedônia do Norte     |
| Comsove Firiq                              | 2024            | Hatchback              | Comsove                            | Macedônia do Norte     |
| Cupra Born                                 | 2021            | Hatchback              | SEAT                               | Espanha                |
| Dacia Spring Electric                      | 2021            | Hatchback              | Dacia/Renault                      | Roménia                |
| DS 3 Crossback                             | 2019            | Crossover SUV          | Stellantis                         | França                 |
| Fiat e-Ducato                              | 2021            | Van                    | Stellantis                         | Itália                 |
| Fiat e-Scudo/e-Ulysse                      | 2022            | Van                    | Stellantis                         | Itália                 |
| Fiat New 500                               | 2020            | Hatchback              | Stellantis                         | Itália                 |
| Ford F-150 Lightning                       | 2022            | Caminhonete            | Ford                               | EUA                    |
| Ford Mustang Mach-E                        | 2020            | Crossover SUV          | Ford                               | EUA                    |
| Genesis Electrified G80                    | 2021            | Sedan                  | Genesis Motor                      | Coreia                 |
| Genesis Electrified GV70                   | 2022            | Crossover SUV          | Genesis Motor                      | Coreia                 |
| Genesis GV60                               | 2021            | Crossover SUV          | Genesis Motor                      | Coreia                 |
| GMC Hummer EV                              | 2022            | Caminhonete e SUV      | General Motors                     | EUA                    |
| Honda e                                    | 2020            | Hatchback              | Honda                              | Japão                  |
| Hyundai Ioniq 5                            | 2021            | Crossover SUV          | Hyundai                            | Coreia                 |
| Hyundai Ioniq Electric                     | 2016            | Liftback               | Hyundai                            | Coreia                 |
| Hyundai Kona Electric                      | 2019            | Crossover SUV          | Hyundai                            | Coreia                 |
| Hyundai Porter2 Electric                   | 2019            | Caminhonete            | Hyundai                            | Coreia                 |
| Jaguar I-Pace                              | 2018            | Crossover SUV          | Jaguar Land Rover                  | Reino Unido            |
| Kia Bongo EV                               | 2020            | Caminhonete            | Kia                                | Coreia                 |
| Kia EV6                                    | 2021            | Crossover SUV          | Kia                                | Coreia                 |
| Kia Niro EV/e-Niro                         | 2018            | Crossover SUV          | Kia                                | Coreia                 |
| Kia Ray EV                                 | 2012            | MPV/minivan            | Kia                                | Coreia                 |
| Kia Soul EV                                | 2014            | Crossover SUV          | Kia                                | Coreia                 |
| Lexus UX 300e                              | 2020            | Crossover SUV          | Toyota                             | Japão                  |
| Lotus Evija                                | 2020            | Coupé                  | Lotus Cars                         | Reino Unido            |
| Lucid Air                                  | 2021            | Sedan                  | Lucid Motors                       | EUA                    |
| Mazda MX-30                                | 2020            | Crossover SUV          | Mazda                              | Japão                  |
| Mercedes-Benz EQA                          | 2021            | Crossover SUV          | Daimler AG                         | Alemanha               |
| Mercedes-Benz EQB                          | 2021            | Crossover SUV          | Daimler AG                         | Alemanha               |
| Mercedes-Benz EQC                          | 2021            | Crossover SUV          | Daimler AG                         | Alemanha               |
| Mercedes-Benz EQE                          | 2022            | Sedan                  | Daimler AG                         | Alemanha               |
| Mercedes-Benz EQS                          | 2021            | Sedan                  | Daimler AG                         | Alemanha               |
| Mercedes-Benz EQV                          | 2020            | MPV/minivan            | Daimler AG                         | Alemanha               |
| Mini Electric/Cooper SE                    | 2020            | Hatchback              | Mini/BMW                           | Alemanha · Reino Unido |
| Mitsubishi Minicab MiEV                    | 2011            | Van                    | Mitsubishi Motors                  | Japão                  |
| Nissan Ariya                               | 2021            | Crossover SUV          | Nissan                             | Japão                  |
| Nissan e-NV200                             | 2014            | Van                    | Nissan                             | Japão                  |
| Nissan Leaf                                | 2010            | Hatchback              | Nissan                             | Japão                  |
| Opel/Vauxhall Combo-e                      | 2021            | Van                    | Stellantis                         | Alemanha · Reino Unido |
| Opel/Vauxhall Corsa-e                      | 2019            | Hatchback              | Stellantis                         | Alemanha · Reino Unido |
| Opel/Vauxhall Mokka-e                      | 2020            | Crossover SUV          | Stellantis                         | Alemanha · Reino Unido |
| Opel/Vauxhall Movano-e                     | 2021            | Van                    | Stellantis                         | Alemanha · Reino Unido |
| Opel/Vauxhall Vivaro/Zafira-e              | 2021            | Van                    | Stellantis                         | Alemanha · Reino Unido |
| Peugeot e-208                              | 2019            | Hatchback              | Stellantis                         | França                 |
| Peugeot e-2008                             | 2020            | Crossover SUV          | Stellantis                         | França                 |
| Peugeot e-Boxer                            | 2021            | Van                    | Stellantis                         | França                 |
| Peugeot e-Rifter                           | 2021            | Van                    | Stellantis                         | França                 |
| Peugeot e-Traveller                        | 2021            | Van                    | Stellantis                         | França                 |
| Pininfarina Battista                       | 2020            | Coupé                  | Automobili Pininfarina             | Alemanha · Itália      |
| Polestar 2                                 | 2020            | Liftback               | Volvo Cars                         | Suécia                 |
| Porsche Taycan                             | 2019            | Sedan e shooting brake | Porsche                            | Alemanha               |
| Renault Kangoo Z.E./Kangoo E-Tech Electric | 2011            | Van                    | Renault                            | França                 |
| Renault Master Z.E./Master E-Tech Electric | 2018            | Van                    | Renault                            | França                 |
| Renault Mégane E-Tech Electric             | 2022            | Crossover SUV          | Renault                            | França                 |
| Renault Zoe                                | 2012            | Hatchback              | Renault                            | França                 |
| Rimac Nevera                               | 2022            | Coupé                  | Rimac Automobili                   | Croácia                |
| Rivian R1S                                 | 2022            | SUV                    | Rivian                             | EUA                    |
| Rivian R1T                                 | 2022            | Caminhonete            | Rivian                             | EUA                    |
| Škoda Enyaq iV                             | 2020            | Crossover SUV          | Škoda Auto                         | Chéquia                |
| smart EQ forfour                           | 2017            | Hatchback              | Daimler AG                         | Alemanha               |
| smart EQ fortwo                            | 2017            | Hatchback              | Daimler AG                         | Alemanha               |
| Subaru Solterra                            | 2022            | Crossover SUV          | Subaru (produzido pela Toyota)     | Japão                  |
| Tata Nexon EV                              | 2020            | Crossover SUV          | Tata Motors                        | Índia                  |
| Tata Tigor EV/X Pres-T EV                  | 2019            | Sedan                  | Tata Motors                        | Índia                  |
| Tesla Model S                              | 2012            | Liftback               | Tesla                              | EUA                    |
| Tesla Model 3                              | 2017            | Sedan                  | Tesla                              | EUA                    |
| Tesla Model X                              | 2015            | Crossover SUV          | Tesla                              | EUA                    |
| Tesla Model Y                              | 2020            | Crossover SUV          | Tesla                              | EUA                    |
| Tesla Cybertruck                           | 2022            | Caminhonete            | Tesla                              | EUA                    |
| Toyota bZ4X                                | 2022            | Crossover SUV          | Toyota                             | Japão                  |
| Toyota Proace City Electric                | 2021            | Van                    | Toyota (produzido pela Stellantis) | Japão                  |
| Toyota Proace Electric                     | 2021            | Van                    | Toyota (produzido pela Stellantis) | Japão                  |
| Volkswagen e-Crafter                       | 2018            | Van                    | Volkswagen                         | Alemanha               |
| Volkswagen e-Up!                           | 2013            | Hatchback              | Volkswagen                         | Alemanha               |
| Volkswagen ID.3                            | 2020            | Hatchback              | Volkswagen                         | Alemanha               |
| Volkswagen ID.4                            | 2020            | Crossover SUV          | Volkswagen                         | Alemanha               |
| Volkswagen ID.5                            | 2022            | Crossover SUV          | Volkswagen                         | Alemanha               |
| Volvo C40 Recharge                         | 2021            | Crossover SUV          | Volvo Cars                         | Suécia                 |
| Volvo XC40 Recharge                        | 2020            | Crossover SUV          | Volvo Cars                         | Suécia                 |

#### De origem do mercado chinês
Esta tabela lista os automóveis elétricos a bateria com capacidade para condução em rodovias produzidos atualmente e originados do mercado chinês, que é maior em termos de número de modelos. Ela inclui veículos produzidos por fabricantes chineses, cuja disponibilidade pode ser limitada à China ou pode estar disponível nos mercados internacionais por exportação. Também inclui veículos desenvolvidos por fabricantes estrangeiros que são vendidos apenas no mercado chinês.
| Modelo                              | Ano de produção | Estilo             | Fabricante                    | Origem da marca |
| ----------------------------------- | --------------- | ------------------ | ----------------------------- | --------------- |
| Aiways U5                           | 2019            | Crossover SUV      | Aiways                        | China           |
| Aiways U6                           | 2021            | Crossover SUV      | Aiways                        | China           |
| Arcfox Lite                         | 2017            | Microcar hatchback | BAIC Group                    | China           |
| Arcfox α-S                          | 2021            | Sedan              | BAIC Group                    | China           |
| Arcfox α-T                          | 2020            | Crossover SUV      | BAIC Group                    | China           |
| Audi Q2L e-Tron                     | 2019            | Crossover SUV      | Audi                          | Alemanha        |
| Audi Q5 e-tron                      | 2021            | Crossover SUV      | Audi                          | Alemanha        |
| Baojun E100                         | 2017            | Microcar hatchback | SAIC-GM-Wuling                | China           |
| Baojun E200/Wuling Nano EV          | 2018            | Microcar hatchback | SAIC-GM-Wuling                | China           |
| Baojun E300/KiWi EV                 | 2020            | Microcar hatchback | SAIC-GM-Wuling                | China           |
| Bestune E01                         | 2021            | Crossover SUV      | FAW Group                     | China           |
| Bestune NAT                         | 2021            | MPV/minivan        | FAW Group                     | China           |
| BJEV EC3                            | 2016            | Hatchback          | BAIC Group                    | China           |
| BJEV EC5/Senova X25                 | 2019            | Hatchback          | BAIC Group                    | China           |
| BJEV EU5/Beijing EU5                | 2018            | Sedan              | BAIC Group                    | China           |
| BJEV EU7/Beijing EU7                | 2019            | Sedan              | BAIC Group                    | China           |
| Buick Velite 6                      | 2019            | Station wagon      | General Motors (SAIC-GM)      | EUA             |
| Buick Velite 7                      | 2020            | Crossover SUV      | General Motors (SAIC-GM)      | EUA             |
| BYD Dolphin                         | 2021            | Hatchback          | BYD Auto                      | China           |
| BYD e1                              | 2019            | Hatchback          | BYD Auto                      | China           |
| BYD e2                              | 2019            | Hatchback          | BYD Auto                      | China           |
| BYD e3                              | 2019            | Sedan              | BYD Auto                      | China           |
| BYD e5                              | 2016            | Sedan              | BYD Auto                      | China           |
| BYD e6                              | 2011            | MPV/minivan        | BYD Auto                      | China           |
| BYD Han                             | 2020            | Sedan              | BYD Auto                      | China           |
| BYD Qin                             | 2012            | Sedan              | BYD Auto                      | China           |
| BYD Song                            | 2015            | Crossover SUV      | BYD Auto                      | China           |
| BYD Song Max                        | 2017            | MPV/minivan        | BYD Auto                      | China           |
| BYD T3                              | 2015            | MPV/minivan        | BYD Auto                      | China           |
| BYD Tang                            | 2015            | Crossover SUV      | BYD Auto                      | China           |
| BYD Yuan                            | 2019            | Crossover SUV      | BYD Auto                      | China           |
| Changan BenBen EV/BenBen E-Star     | 2015            | Hatchback          | Changan Automobile            | China           |
| Changan CS15EV/CS15 E-Pro           | 2017            | Crossover SUV      | Changan Automobile            | China           |
| Changan CS55 EV                     | 2020            | Crossover SUV      | Changan Automobile            | China           |
| Changan Ruixing EM80                |                 | Van                | Changan Automobile            | China           |
| Chery Arrizo 5e                     | 2017            | Sedan              | Chery Automobile              | China           |
| Chery eQ                            | 2014            | Hatchback          | Chery Automobile              | China           |
| Chery eQ1                           | 2016            | Microcar hatchback | Chery Automobile              | China           |
| Chery eQ2                           | 2018            | Sedan              | Chery Automobile              | China           |
| Chery eQ5                           | 2020            | Crossover SUV      | Chery Automobile              | China           |
| Chery QQ Ice Cream                  | 2021            | Microcar hatchback | Chery Automobile              | China           |
| Chery Tiggo e                       | 2019            | Crossover SUV      | Chery Automobile              | China           |
| Chevrolet Menlo                     | 2020            | Station wagon      | General Motors (SAIC-GM)      | EUA             |
| Ciimo M-NV                          | 2021            | Crossover SUV      | Dongfeng Honda                | China · Japão   |
| Ciimo X-NV                          | 2020            | Crossover SUV      | Dongfeng Honda                | China · Japão   |
| Denza EV/400/500                    | 2014            | Liftback           | Denza                         | China           |
| Denza X                             | 2019            | Crossover SUV      | Denza                         | China           |
| Dongfeng Aeolus EX1                 | 2019            | Hatchback          | Dongfeng Motor                | China           |
| Dongfeng Aeolus Yixuan              | 2019            | Sedan              | Dongfeng Motor                | China           |
| Dongfeng EM13                       | 2018            | Van                | Dongfeng Motor                | China           |
| Dongfeng Fengon E1                  | 2019            | Hatchback          | DFSK Motor                    | China           |
| Dongfeng Fengon E3/Seres E3         | 2019            | Crossover SUV      | DFSK Motor                    | China           |
| Dongfeng Fengshen A60 EV/Aeolus E70 | 2015            | Sedan              | Dongfeng Motor                | China           |
| Dongfeng Fengxing T1                | 2019            | Hatchback          | Dongfeng Liuzhou Motor        | China           |
| Dongfeng Ruitaite EM10              |                 | Van                | Dongfeng Motor                | China           |
| Dongfeng Sokon EC31/EC35/EC36       | 2018            | Caminhonete e van  | DFSK Motor                    | China           |
| Enovate ME5                         | 2021            | Crossover SUV      | Enovate                       | China           |
| Enovate ME7                         | 2019            | Crossover SUV      | Enovate                       | China           |
| Everus VE-1                         | 2019            | Crossover SUV      | Guangqi Honda                 | China · Japão   |
| Farizon E5/E5L                      |                 | Van                | Farizon Auto                  | China           |
| Ford Territory EV                   | 2019            | Crossover SUV      | Ford (JMC-Ford)               | EUA             |
| GAC Aion LX                         | 2019            | Crossover SUV      | GAC Group                     | China           |
| GAC Aion S                          | 2019            | Sedan              | GAC Group                     | China           |
| GAC Aion V                          | 2020            | Crossover SUV      | GAC Group                     | China           |
| Geely Emgrand EV                    |                 | Sedan              | Geely Auto                    | China           |
| Geely Emgrand GSe                   | 2018            | Hatchback          | Geely Auto                    | China           |
| Geometry A                          | 2019            | Sedan              | Geely Auto                    | China           |
| Geometry C                          | 2019            | Crossover SUV      | Geely Auto                    | China           |
| Great Wall Wingle 7 EV              | 2018            | Caminhonete        | Great Wall Motors             | China           |
| Higer H4E                           | 2016            | Van                | Higer                         | China           |
| HiPhi X                             | 2020            | Crossover SUV      | HiPhi                         | China           |
| Honda e:NS1                         | 2022            | Crossover SUV      | Honda (Dongfeng Honda)        | Japão           |
| Honda e:NP1                         | 2022            | Crossover SUV      | Honda (Guangqi Honda)         | Japão           |
| Hongqi E-HS3                        | 2018            | Crossover SUV      | FAW Group                     | China           |
| Hongqi E-HS9                        | 2020            | Crossover SUV      | FAW Group                     | China           |
| Hongqi E-QM5                        | 2022            | Sedan              | FAW Group                     | China           |
| Hyundai Lafesta EV                  | 2019            | Sedan              | Hyundai                       | Coreia          |
| Hyundai Mistra EV                   | 2021            | Sedan              | Hyundai                       | Coreia          |
| IM L7                               | 2022            | Sedan              | IM Motors                     | China           |
| JAC iC5/E J7/Sehol E50A             | 2019            | Sedan              | JAC Motors                    | China           |
| JAC iEV6E/Sehol E10X                | 2021            | Hatchback          | JAC Motors                    | China           |
| JAC iEV7S/Sehol E20X                | 2017            | Crossover SUV      | JAC Motors                    | China           |
| JAC iEVA50                          | 2018            | Sedan              | JAC Motors                    | China           |
| JAC iEVS4                           | 2019            | Crossover SUV      | JAC Motors                    | China           |
| JAC J3 EV                           | 2020            | Crossover SUV      | JAC Motors                    | China           |
| Jetour X70S EV                      | 2019            | Crossover SUV      | Chery Automobile              | China           |
| Kandi K23                           |                 | Hatchback          | Kandi                         | China           |
| Kandi K27                           |                 | Hatchback          | Kandi                         | China           |
| Leapmotor C11                       | 2020            | Crossover SUV      | Leapmotor                     | China           |
| Leapmotor S01                       | 2019            | Coupé              | Leapmotor                     | China           |
| Leapmotor T03                       | 2020            | Hatchback          | Leapmotor                     | China           |
| Maple 30X/Geometry EX3              | 2020            | Crossover SUV      | Geely Auto                    | China           |
| Maple 80V                           | 2020            | MPV/minivan        | Geely Auto                    | China           |
| Maxus EG10                          | 2016            | MPV/minivan        | SAIC Motor                    | China           |
| Maxus Euniq 5                       | 2019            | MPV/minivan        | SAIC Motor                    | China           |
| Maxus Euniq 6 EV                    | 2021            | Crossover SUV      | SAIC Motor                    | China           |
| Maxus T90 EV                        | 2021            | Caminhonete        | SAIC Motor                    | China           |
| Mazda CX-30 EV                      | 2021            | Crossover SUV      | Mazda                         | Japão           |
| MG ZS EV                            | 2018            | Crossover SUV      | SAIC Motor                    | China           |
| Mitsubishi Airtrek                  | 2022            | Crossover SUV      | GAC Mitsubishi                | Japão           |
| Modern IN                           | 2021            | Crossover SUV      | Beijing Automobile Works      | China           |
| NAC Chang Da H9                     | 2017            | Van                | Nanjing Automobile-SAIC Motor | China           |
| Neta N01                            | 2018            | Crossover SUV      | Hozon Auto                    | China           |
| Neta U                              | 2020            | Crossover SUV      | Hozon Auto                    | China           |
| Neta V                              | 2020            | Crossover SUV      | Hozon Auto                    | China           |
| NIO EC6                             | 2020            | Crossover SUV      | NIO                           | China           |
| NIO EP9                             | 2016            | Coupé              | NIO                           | China           |
| NIO ES6                             | 2019            | Crossover SUV      | NIO                           | China           |
| NIO ES8                             | 2018            | Crossover SUV      | NIO                           | China           |
| NIO ET7                             | 2021            | Sedan              | NIO                           | China           |
| Nissan Sylphy Z.E.                  | 2018            | Sedan              | Nissan                        | Japão           |
| ORA iQ                              | 2018            | Crossover SUV      | Great Wall Motors             | China           |
| ORA Black Cat/Heimao                | 2019            | Hatchback          | Great Wall Motors             | China           |
| ORA Cherry Cat/Yingtaomao           | 2022            | Crossover SUV      | Great Wall Motors             | China           |
| ORA Good Cat/Haomao                 | 2020            | Hatchback          | Great Wall Motors             | China           |
| ORA White Cat                       | 2020            | Hatchback          | Great Wall Motors             | China           |
| Oushang A600 EV                     | 2019            | MPV/minivan        | Changan Automobile            | China           |
| Qiantu K50                          | 2017            | Coupé              | Qiantu Motor                  | China           |
| Renault City K-ZE                   | 2019            | Hatchback          | Renault                       | França          |
| Roewe Clever                        | 2020            | Microcar hatchback | SAIC Motor                    | China           |
| Roewe Ei5/MG 5 EV/MG EP             | 2017            | Station wagon      | SAIC Motor                    | China           |
| Roewe Ei6                           | 2016            | Sedan              | SAIC Motor                    | China           |
| Roewe Ei6 Max                       | 2020            | Sedan              | SAIC Motor                    | China           |
| Roewe ER6                           | 2020            | Sedan              | SAIC Motor                    | China           |
| Roewe ERX5                          | 2019            | Crossover SUV      | SAIC Motor                    | China           |
| Roewe Marvel R                      | 2018            | Crossover SUV      | SAIC Motor                    | China           |
| Roewe/MG Marvel X                   | 2020            | Crossover SUV      | SAIC Motor                    | China           |
| Sehol E20X                          | 2018            | Hatchback          | JAC Motors                    | China           |
| Sehol X4                            | 2020            | Crossover SUV      | JAC Motors                    | China           |
| Singulato iS6                       | 2019            | Crossover SUV      | Singulato                     | China           |
| SRM Shineray X30LEV                 | 2018            | Van                | Shineray Group                | China           |
| Toyota C-HR EV                      | 2020            | Crossover SUV      | GAC Toyota                    | Japão           |
| Toyota IZOA EV                      | 2020            | Crossover SUV      | FAW Toyota                    | Japão           |
| Trumpchi GE3                        | 2017            | Crossover SUV      | GAC Group                     | China           |
| Trumpchi GS4 EV                     | 2016            | Crossover SUV      | GAC Group                     | China           |
| Volkswagen e-Lavida                 | 2019            | Sedan              | Volkswagen                    | Alemanha        |
| Volkswagen ID.6                     | 2021            | Crossover SUV      | Volkswagen                    | Alemanha        |
| Weltmeister E5                      | 2021            | Sedan              | Weltmeister                   | China           |
| Weltmeister EX5                     | 2018            | Sedan              | Weltmeister                   | China           |
| Weltmeister EX6                     | 2020            | Crossover SUV      | Weltmeister                   | China           |
| Weltmeister W6                      | 2021            | Crossover SUV      | Weltmeister                   | China           |
| Wuling Hongguang Mini EV            | 2020            | Microcar hatchback | SAIC-GM-Wuling                | China           |
| XPeng G3/Identity X                 | 2018            | Crossover SUV      | XPeng                         | China           |
| XPeng G9                            | 2022            | Crossover SUV      | XPeng                         | China           |
| XPeng P5                            | 2021            | Sedan              | XPeng                         | China           |
| XPeng P7                            | 2020            | Sedan              | XPeng                         | China           |
| Zeekr 001                           | 2021            | Shooting brake     | Geely Auto                    | China           |

### Sem capacidade de condução em rodovias
Esta seção lista automóveis elétricos a bateria que não são capazes de atingir 100 km/h (62 mph) de velocidade.
| Modelo                   | Ano de produção | Fabricante        | Origem da marca |
| ------------------------ | --------------- | ----------------- | --------------- |
| Aixam e City/e Coupe     | 2017            | Aixam             | França          |
| Arcimoto FUV             | 2019            | Arcimoto          | EUA             |
| Citroën Ami/Opel Rocks-e | 2020            | Stellantis        | França          |
| Renault Twizy ZE         | 2012            | Renault           | França          |
| Tazzari Zero             | 2009            | Grupo Tazzari     | Itália          |
| Toyota C+pod             | 2021            | Toyota            | Japão           |
| Toyota COM               | 2000            | Carroceria Toyota | Japão           |